# Giáo phận Pangkalpinang
Giáo phận Pangkalpinang (tiếng Indonesia: Keuskupan Pangkalpinang; tiếng Latinh: Dioecesis Pangkalpinangensis) là một giáo phận của Giáo hội Công giáo Rôma trực thuộc Tổng giáo phận Palembang, với tòa giám mục đặt tại quần đảo Bangka Belitung, Indonesia.

## Địa giới
Địa giới giáo phận ở Indonesia bao gồm toàn bộ tỉnh Bangka-Belitung và quần đảo Riau, và huyện Indragiri Hilir thuộc tỉnh Riau.
Tòa giám mục và Nhà thờ chính tòa Thánh Giuse của giáo phận được đặt tại thành phố Pangkal Pinang.
Giáo phận được chia thành 18 giáo xứ.

## Lịch sử
Hạt Phủ doãn Tông tòa Bangka và Biliton được thành lập vào ngày 27/12/1923 theo đaỏn sắc Cum propagationi của Giáo hoàng Piô XI, trên phần lãnh thổ tách ra từ Hạt Phủ doãn Tông tòa Sumatra (nay là Tổng giáo phận Medan).
Vào ngày 8/2/1951 Hạt Phủ doãn Tông tòa được nâng cấp thành một Hạt Đại diện Tông tòa theo tông sắc Si enascens của Giáo hoàng Piô XII, đồng thời đổi tên thành Hạt Đại diện Tông tòa Pangkal-Pinang.
Vào ngày 3/1/1961 Hạt Đại diện Tông tòa được nâng cấp thành một giáo phận theo tông sắc Quod Christus của Giáo hoàng Gioan XXIII. Ban đầu giáo phận là một giáo phận trực thuộc Tổng giáo phận Medan.
Vào ngày 1/7/2003 giáo phận được trao cho giáo tỉnh của Tổng giáo phận Palembang mới thành lập quản lí.
Bắt đầu từ Annuario pontificio bản năm 2019, tên giáo phận đã được viết như hiện tại, giữ nguyên phiên bản tiếng Latinh.

## Giám mục quản nhiệm
Các giai đoạn trống tòa không quá 2 năm hay không rõ ràng bị loại bỏ.
- Theodosius Jan J. Herckenrath, SS.CC. † (18/1/1924 - 1928 từ nhiệm)
- Vitus Bouma, SS.CC. † (29/5/1928 - 19/4/1945 qua đời)
  - Trống tòa (1945-1951)
- Nicolas Pierre van der Westen, SS.CC. † (8/2/1951 - 11/11/1978 từ nhiệm)
  - Trống tòa (1978-1987)
- Hilariô Moa Nurak, S.V.D. † (30/3/1987 - 29/4/2016 qua đời)
- Ađrianô Sunarko, O.F.M., từ 28/6/2017

## Thống kê
Đến năm 2021, giáo phận có 59.140 giáo dân trên dân số tổng cộng 3.697.876, chiếm 1,6%.
| Năm  | Dân số   | Dân số    | Dân số | Linh mục      | Linh mục       | Linh mục      | Linh mục                | Phó tế | Tu sĩ     | Tu sĩ    | Giáo xứ |
| Năm  | giáo dân | tổng cộng | %      | linh mục đoàn | linh mục triều | linh mục dòng | tỉ lệ giáo dân/linh mục | Phó tế | nam tu sĩ | nữ tu sĩ | Giáo xứ |
| ---- | -------- | --------- | ------ | ------------- | -------------- | ------------- | ----------------------- | ------ | --------- | -------- | ------- |
| 1950 | 2.150    | 466.720   | 0,5    | 18            | 1              | 17            | 119                     |        | 16        | 25       |         |
| 1970 | 11.055   | 785.000   | 1,4    | 18            | 1              | 17            | 614                     |        | 36        | 35       | 1       |
| 1980 | 14.143   | 964.803   | 1,5    | 16            | 2              | 14            | 883                     |        | 22        | 22       | 1       |
| 1990 | 20.265   | 1.148.888 | 1,8    | 18            | 3              | 15            | 1.125                   |        | 30        | 27       | 1       |
| 1999 | 28.106   | 1.659.762 | 1,7    | 26            | 19             | 7             | 1.081                   |        | 12        | 51       | 10      |
| 2000 | 28.034   | 1.730.394 | 1,6    | 29            | 21             | 8             | 966                     |        | 13        | 54       | 10      |
| 2001 | 30.441   | 1.898.048 | 1,6    | 25            | 18             | 7             | 1.217                   |        | 12        | 54       | 10      |
| 2002 | 33.385   | 2.013.524 | 1,7    | 30            | 19             | 11            | 1.112                   |        | 26        | 59       | 11      |
| 2003 | 34.726   | 1.694.762 | 2,0    | 35            | 22             | 13            | 992                     |        | 19        | 52       | 11      |
| 2004 | 35.505   | 1.848.989 | 1,9    | 37            | 27             | 10            | 959                     |        | 16        | 66       | 12      |
| 2010 | 49.100   | 2.335.000 | 2,1    | 61            | 49             | 12            | 804                     |        | 18        | 70       | 14      |
| 2016 | 58.090   | 3.345.856 | 1,7    | 63            | 48             | 15            | 922                     |        | 21        | 78       | 14      |
| 2019 | 55.421   | 3.495.000 | 1,6    | 77            | 56             | 21            | 719                     |        | 27        | 84       | 17      |
| 2020 | 58.237   | 3.460.226 | 1,7    | 76            | 56             | 20            | 766                     |        | 26        | 77       | 17      |
| 2021 | 59.140   | 3.697.876 | 1,6    | 78            | 57             | 21            | 758                     |        | 26        | 78       | 18      |